# Maudbreen
De Maudbreen is een gletsjer op het eiland Nordaustlandet, dat deel uitmaakt van de Noorse eilandengroep Spitsbergen.
De gletsjer is vernoemd naar het schip Maud van arctisch ontdekkingsreiziger Roald Amundsen.

## Geografie
De gletsjer ligt in Gustav-V-land en is zuidwest-noordoost georiënteerd. Hij komt vanaf de ijskap Vestfonna en mondt in het noorden uit in de baai Sabinebukta. 
Op ongeveer vier kilometer naar het westen ligt de gletsjer Sabinebreen en naar het zuidoosten ligt de gletsjer Rijpbreen.